# Операция «Овсянка»
Операция «Йеллоухаммер» (рус. Овсянка обыкновенная (птица)) — кодовое название, которое используется в министерстве финансов Великобритании. В рамках этой операции разрабатывается план урегулирования гражданских чрезвычайных ситуаций, которые могут возникнуть в Соединённом Королевстве в случае так называемого «жёсткого брексита».
Односторонний выход Великобритании из состава Европейского союза причинит ущерб многим аспектам взаимоотношений между Лондоном и Брюсселем — финансовые транзакции, перемещение людей, таможенные процедуры и т. д. Цель операции «Овсянка» — смягчить последствия разрыва отношений между двумя сторонами.
Операция рассчитана приблизительно на три месяца и была разработана Секретариатом по урегулированию гражданских чрезвычайных ситуаций (Civil Contingencies Secretariat, CCS) — отделом секретариата Кабинета министров Великобритании, который занимается планированием действий в чрезвычайных ситуациях.
В начале августа 2019 года, после того как Борис Джонсон стал премьер-министром Великобритании, Кабинет министров «не смог подтвердить» информацию, что операция «Овсянка» остаётся в силе. Тем не менее, также позднее произошла утечка документа, датированная также августом 2019 года, в котором говорится о продолжении работы над планом «Йеллоухаммер».
3 сентября 2019 года Канцлер герцогства Ланкастерского Майкл Гоув, который занимается подготовкой государства к «брекситу без соглашения», сказал перед Палатой общин, что «операция „Йеллоухаммер“ — это не наиболее вероятный прогноз и не перечень возможных последствий, а описание наихудшего развития событий».

## Утечка информации об операции
О существовании операции стало известно 6 сентября 2018 года, когда фотокорреспонденту удалось сделать фотокопию документа, содержащего некие планы на случай «жёсткого брексита» с указанием кодового названия, принятого в министерстве финансов. Как стало ясно из документа, Секретариату по урегулированию гражданских чрезвычайных ситуаций предписывается действовать согласно указаниям от правительства. Впоследствии Национальное ревизионное управление Великобритании и Северной Ирландии опубликовало ещё ряд документов, касающихся операции.
Кодовое название «Овсянка» — небольшая певчая птица — было выбрано случайным образом.
2 февраля 2019 года издание The Times получило ещё несколько документов под этим же кодовым названием, которые содержали указания для британского министерства транспорта.

## Реализация операции
Операция «Овсянка» описывает порядок действий в случае «жёсткого брексита». Некоторые меры должны быть приняты до даты выхода Великобритании из Евросоюза.
29 января 2019 года Палата общин парламента Великобритании проголосовала против «брексита без соглашения». Таким образом, Великобритания по умолчанию должна была покинуть состав ЕС 29 марта 2019 года.
20 марта 2019 года совет графства Кент заявил, что не планирует закрывать дороги, больницы и школы. Британский министр по вопросам брексита Стив Баркли заявил, что операция «Овсянка» будет запущена 25 марта 2019 года, если Британия и Евросоюз не согласуют новую дату брексита.
21 марта 2019 года министерство обороны Великобритании открыло бункер под своим зданием (т. н. «Уайтхолл»), чтобы оттуда осуществлять командование военными действиями в рамках операции «Редфолд» (англ. Redfold). 25 марта 2019 года чрезвычайный правительственный комитет COBRA приступил к планированию действий в соответствии с Национальным планом на случай непредвиденных ситуаций.
21 марта 2019 года Великобритания и Евросоюз согласовали новую дату брексита (8 апреля 2019 года), в связи с чем начало операции «Овсянка» было отложено.
10 апреля 2019 года Европейский совет предоставил Великобритании отсрочку брексита на 6 месяцев. Через несколько недель была расформирована команда государственных работников, ответственных за осуществление операции, которые приступили к своим обычным обязанностям.
После того как Тереза Мэй ушла с поста премьер-министра, в план операции был внесён ряд изменений. По мнению британского аналитического центре Institute for Government, правительство никогда больше не будет готово к «жёсткому брекситу» так хорошо, как в марте 2019 года. Глава отделения центра по вопросам брексита Джои Оуэн считает, что перезапуск «Овсянки» и повторный сбор команды из нескольких тысяч госслужащих — труднопреодолимая задача: будет необходимо всё «воскресить и заново собрать, заново обучить людей».

## Подготовка Евросоюза к «жёсткому брекситу»
25 марта 2019 года Европейский союз опубликовал пресс-релиз, в котором отмечалось, что ЕС закончил подготовку к крайне вероятному «жёсткому брекситу», который может состояться 12 апреля 2019 года.

## Зоны риска, описываемые в рамках операции
Операция «Овсянка» рассчитана на применение в 12 так называемых зонах риска, среди которых — поставки продуктов питания и медикаментов, а также статус граждан Соединённого Королевства, находящихся на территории Европейского союза.
Двенадцать зон риска:
транспортные коммуникации;
люди, пересекающие границу;
здравоохранительные учреждения;
энергетическая инфраструктура Великобритании и другие критические системы;
граждане Соединённого Королевства, находящиеся на территории Евросоюза;
функционирование правоохранительных органов;
банковская и финансовая сфера;
специфические риски, касающиеся заморских территорий (в том числе, последствия брексита для Гибралтара);
национальная безопасность.
Общие для всех областей риски:
юридические процедуры;
коммуникации;
работа с данными.

## Стоимость и финансирование
В марте 2019 года над программой работали 56 человек. Согласно оценке, для осуществления командования операцией потребуются 140 человек и приблизительно 1,1 миллиона евро.
3500 военнослужащих находились в состоянии боевой готовности для «оказания поддержки гражданским силам» на случай беспорядков, вызванных «жёстким брекситом», хотя министерство обороны Великобритании официально об этом не заявляло.

## Критика
21 марта 2019 года решение британского правительства рискнуть и реализовать «жёсткий брексит», а также действовать в рамках операции «Овсянка» было осуждено первым министром Шотландии Николой Стерджен. Её слова поддержал первый министр Уэльса Марк Дрейкфорд. 29 22 марта секретные документы Кабинета министров по операции «Овсянка» оказались редакции газеты The Guardian. Согласно документам, министры должны были перейти на 22,5-часовой рабочий день, а министерства — на круглосуточное функционирование как минимум на 12 недель, даже если такое указание не поступит от правительства. Источник, имеющий доступ к информации об «Овсянке», сказал, что хотя велась интенсивная работа по планированию операции, общая картина оставалась хаотичной и «бесконтрольной».

## Утечка в августе 2019 года
В середине августа 2019 года был опубликован официальный документ об операции «Овсянка» 31, датированный началом августа. В документе говорилось, что «брексит без соглашения» может привести к нехватке продуктов питания, медикаментов и бензина, установлению «жёсткой границы» на острове Ирландия и «трёхмесячному кризису» в британских портах, которые не смогут справиться с объёмом таможенных проверок. Могут начаться беспорядки, которые потребуют вмешательства полиции. В результате закрытия двух нефтяных вышек тысячи британцев потеряют свои рабочие места.
Кабинет министров попытался оспорить излагаемые в документе факты и назвали их «худшим сценарием развития событий». 32 33 Тем не менее, по информации «The Sunday Times», полученной от высокопоставленного источника в министерстве обороны Великобритании, «это не проект „Страх и ужас“, а наиболее реалистичная оценка того, с чем мы столкнёмся после „брексита без соглашения“. Это вероятный, основной, логичный сценарий — но никак не „наихудший“».

## Заявления об обнаружении мешков для транспортировки трупов
3 сентября 2019 года издание «The New European» сообщило, что «правительство закупает мешки для транспортировки трупов, поскольку в случае „жёсткого брексита“ может повыситься уровень смертности».